# 彼得·迪克森
彼得·马尔科姆·德布里萨克·迪克森，OBE，FRSL（英語：Peter Malcolm de Brissac Dickinson，1927年12月16日—2015年12月16日），英国儿童文学、推理小說作家和诗人。迪克森曾獲頒卡內基獎以及入围汉斯·克里斯蒂安·安徒生奖。